# Dixon Fiske
Dixon Davis Fiske (Esparto, 7 settembre 1914 – Los Angeles, 22 giugno 1970) è stato un pallanuotista statunitense, che ha partecipato alle Olimpiadi estive del 1936 e del 1948.
Nel 1976, è stato inserito nella USA Water Polo Hall of Fame.